# Референдумы на Украине
Всеукраинские референдумы — способ граждан принять непосредственное участие в управлении государством. На референдум могут выноситься только конкретно сформулированные вопросы, на которые возможен ответ в форме «Да» или «Нет».

## Всеукраинские референдумы
Всеукраинские референдумы проводились трижды:
Всесоюзный референдум о сохранении СССР (1991)— На Всесоюзный референдум проходивший 17 марта 1991 года, был добавлен Президиумом Верховного Совета УССР дополнительный вопрос, действующий для всей территории Украины, «Согласны ли Вы с тем, что Украина должна быть в составе Союза Советских суверенных государств на основе Декларации о государственном суверенитете Украины? „Да“ или „Нет“». О включении Украины в состав Союза Советских суверенных государств, утвердительно ответили 80,2 % проголосовавших избирателей. Первоначально данный референдум должен был пройти отдельно от Союзного, 27 февраля 1990 года. Но потом был совмещен вместе с союзным референдумом 17 марта 1991 года. 
- Всеукраинский референдум (1991) — Всеукраинский референдум о подтверждении Акта провозглашения независимости Украины. В результате народ Украины утвердительно ответил на заданный вопрос.
- Всеукраинский референдум (2000) — Всеукраинский референдум о реформировании системы государственного управления путём внесения изменений в Конституцию Украины. В результате с большим перевесом голосов граждане Украины дали положительный ответ на все четыре вопроса, вынесенных на референдум, но Верховная Рада отказалась утверждать результаты народного голосования.

## Местные референдумы

### Галицкий референдум 1991 года
Галицкий областной референдум состоялся 17 марта 1991 года в Ивано-Франковской, Львовской и Тернопольской областях одновременно с Всесоюзным референдумом о сохранении СССР и республиканским референдумом. На него был вынесен вопрос «Хотите ли Вы, чтобы Украина стала независимым государством, самостоятельно решала все вопросы внутренней и внешней политики, обеспечивала равные права гражданам, независимо от национальной и религиозной принадлежности?». Ответ «Да» дали 88,3 % участников (этот показатель варьировался от 87 % до 90 %)

### Закарпатский референдум 1991 года
Общеобластной референдум в Закарпатской области состоялся 1 декабря 1991 года, одновременно с Всеукраинским референдумом. Ставился вопрос «Желаете ли Вы, чтобы Закарпатье получило статус автономной территории как субъекта в составе независимой Украины и не входило в любые другие административно-территориальные образования?». Утвердительный ответ дали 546 450 избирателей области, или 78,6 %. Наименьшую поддержку вопроса референдума получили в Раховском районе (54 %), наибольшую — в Ужгородском и Береговском (почти 90 %)